# Pullman (Virgínia Ocidental)
Pullman é uma cidade  localizada no estado norte-americano de Virgínia Ocidental, no Condado de Ritchie.

## Demografia
Segundo o censo norte-americano de 2000, a sua população era de 169 habitantes.
Em 2006, foi estimada uma população de 175, um aumento de 6 (3.6%).

## Geografia
De acordo com o United States Census Bureau tem uma área de
0,6 km², dos quais 0,6 km² cobertos por terra e 0,0 km² cobertos por água. Pullman localiza-se a aproximadamente 329 m acima do nível do mar.

## Localidades na vizinhança
O diagrama seguinte representa as localidades num raio de 20 km ao redor de Pullman.